# Silver Ridge
Silver Ridge (englisch für Silberrücken) ist ein langer, verschneiter und bis zu 580 m hoher Gebirgszug im zur Ross Dependency gehörigen Teil des Transantarktischen Gebirges. An der Nordflanke des Nimrod-Gletschers stellt er westlich der Einmündung des Algie-Gletschers eine weithin sichtbare Landmarke dar.
Die Südgruppe einer von 1960 bis 1961 durchgeführten Kampagne der New Zealand Geological Survey Antarctic Expedition verlieh ihm seinen deskriptiven Namen, da an den steil abfallenden Flanken des Höhenzugs durch die Schneedecke hindurch keine Felsvorsprünge erkennbar sind.